# Samba de breque
Samba-de-breque é um sub-gênero musical derivado do samba.

## Características do Samba de Breque
A principal característica do estilo é a pausa no acompanhamento acentuadamente sincopado para uma intervenção declamatória do intérprete. Estas paradas bruscas são chamadas breques, designação abrasileirada do inglês brake, ou seja, para os freios de automóveis. Os "breques" são frases apenas faladas que conferem graça e malandragem. Segundo o crítico musical Tárik de Souza, o samba-de-breque é uma variante do picote rítmico do samba-choro.
O compositor Sinhô inseriu três redondilhas menores constituindo um verso de quinze sílabas em "Cansei", de 1929:  ("`Pois lá ouvi de Deus/ A sua voz dizer/ Que eu não vim ao mundo/ Somente com o fito de eterno sofrer"). A canção seria interpretada por Mário Reis. Em 1933, foram gravadas duas outras canções que tinham "freiadas". "Minha Palhoça" (de J. Cascata): "Lá tem troça/ Se faz bossa"; e "O Orvalho Vem Caindo" (de Noel Rosa e Kid Pepe): "...guarda civil/ Que o salário ainda não viu". Este efeito inspiraria os sambas mais sincopados de Geraldo Pereira.

## Pioneiro
O cantor Luiz Barbosa foi o primeiro a trabalhar com o samba-de-breque. Notabilizado como intérprete de samba-canção, o músico macaense ficou também conhecido por marcar o ritmo batucando em um chapéu de palha, que introduzia o intervalo que caracterizaria o samba-de-breque. Como por exemplo, em "Rosalina", (de Haroldo Lobo e Wilson Batista). Outro instrumento associado a Barbosa é o "lápis nos dentes", que consistia em segurar um lápis de tal maneira que permitia a percussão repetida do lápis nos dentes frontais superiores; por meio do controle da abertura da mandíbula e do posicionamento da língua é possível alterar a ressonância da boca e obter sons mais agudos ou graves, além dos padrões rítmicos gerados. Esta técnica foi utilizada por Luiz Barbosa no famoso samba "Gago Apaixonado" de Noel Rosa, em gravação com o próprio compositor cantando, em 1930. O filme de Walt Disney de 1944, "Los Trés Caballeros" ("Você Já Foi à Bahia" no Brasil) também inclui um personagem tocando o lápis nos dentes, na música "Os Quindins de Ia-Iá", de Ary Barroso. 

## Expoente
Quem de fato popularizou e consagrou o estilo foi o cantor carioca Moreira da Silva. No final da década de 1930, Moreira foi cantar o samba "Jogo Proibido", de Tancredo Silva, Davi Silva e Ribeiro da Cunha, no Cine-Teatro Meier. Durante a apresentação, o sambista inseriu versos improvisados nos intervalos, e a iniciativa fez sucesso. Moreira foi aperfeiçoando o estilo com o passar do tempo. O intérprete carioca marcou de vez o estilo ao introduzir um discurso em "Na Subida do Morro"(composta pelo próprio Moreira da Silva e por R.Cunha), e interpretar personagens nos enredos de seus sambas de breque, como o "Kid Morengueira", presente no enorme sucesso "O Rei do Gatilho" (de Miguel Gustavo).

## Outros destaques
Outro destaque no estilo foi Jorge Veiga. Ciro Monteiro, Dilermando Pinheiro e Germano Mathias também gravaram sambas-de-breque.